# Chroń mnie
Chroń mnie – trzeci album studyjny zespołu Bajm wydany w 1986 roku nakładem wydawnictwa Wifon. Przebojami z tej płyty goszczącymi na radiowych listach były „Płynie w nas gorąca krew”, „Dwa serca, dwa smutki”, „Wielka inwazja”, „Diament i sól” oraz „Chroń mnie od złego”.
W 2002 roku wydano reedycję albumu na płycie kompaktowej ze zmienioną szatą graficzną.

## Lista utworów
Źródło:.
Strona 1
1. „Płynie w nas gorąca krew” (muz. J. Kozidrak – sł. B. Kozidrak) – 4:00
2. „Dwa serca, dwa smutki” (muz. J. Kozidrak – sł. B. Kozidrak) – 5:10
3. „Szczury na mury” (muz. J. Kozidrak – sł. B. Kozidrak) – 3:45
4. „Wielka inwazja” (muz. J. Kozidrak – sł. B. Kozidrak) – 5:00

Strona 2
1. „Hiena” (muz. A. Pietras – sł. B. Kozidrak) – 3:10
2. „Diament i sól” (muz. A. Pietras – sł. B. Kozidrak) – 4:10
3. „Chroń mnie od złego” (muz. J. Kozidrak – sł. B. Kozidrak) – 3:30
4. „Królu, mój królu” (muz. J. Pruszkowski – sł. B. Kozidrak) – 5:10
5. „Kaśka i ja” (muz. J. Kozidrak – sł. B. Kozidrak) – 2:55

## Teledyski
- „Dwa serca, dwa smutki”
- „Diament i sól”
- „Wielka inwazja”

## Twórcy
Źródło:.
- Beata Kozidrak – śpiew
- Andrzej Pietras – śpiew, kierownik artystyczny
- Jarosław Kozidrak – śpiew, instrumenty klawiszowe
- Grzegorz Płecha – gitara
- Dariusz Lipiński – gitara
- Robert Kozak – gitara basowa
- Jarosław Pruszkowski – perkusja
- Jerzy Janiszewski – konsultacja muzyczna
- Andrzej Tyszko – fotografia i projekt graficzny

gościnnie
- Mieczysław Mazurek – instrumenty klawiszowe i aranżacja (9.)

Nagrania zrealizowano w lubelskim „System Studio” – Józef B. Nowakowski.

## Wydawnictwa
- 1986 Wifon (LP 086)
- 1986 Wifon (MC 0215)
- 2002 Universal Music Polska (CD 064 339-2)